# El Salvadors damlandslag i fotboll
El Salvadors damlandslag i fotboll representerar El Salvadori fotboll på damsidan. Dess förbund är Federación Salvadoreña de Fútbol (FESFUT).